# Farman F.180
Il Farman F.180, noto anche con il nome di Oiseau Bleu, era un biplano bimotore sviluppato nella seconda metà degli anni venti dall'azienda aeronautica francese Société des avions Henri & Maurice Farman.
Fu progettato per compiere il volo transatlantico senza scalo da Parigi a New York, il cui tentativo non giunse a buon fine; a seguito all'infelice conclusione di quest'avventura, l'aereo fu modificato in un lussuoso velivolo per trasporto di passeggeri. Ne furono complessivamente costruiti tre esemplari che furono utilizzati per qualche tempo dalla compagnia Lignes Aériennes Farman da Parigi verso le vicine capitali europee.

## Storia del progetto
Il progetto del Farman F.180 nacque per compiere l'impresa di attraversare in volo l'Oceano Atlantico senza compiere scali intermedi, volando in direzione ovest.
Il grosso biplano che emerse dai tavoli da disegno venne battezzato "Oiseau Bleu" e fu portato in volo per la prima volta il 5 agosto del 1927 dall'aeroporto di Parigi-Le Bourget, ma all'atto pratico non si rivelò adatto al compito richiesto.
Si trattava in ogni caso di un velivolo concepito con accuratezza, in particolare nello sfruttamento degli spazi, e dotato di soluzioni tecniche d'avanguardia, che venne agevolmente trasformato in un velivolo da trasporto passeggeri di standard elevato usando la denominazione F.180T; altri due esemplari furono realizzati in rapida successione, già in configurazione da trasporto passeggeri.

## Tecnica

### Cellula
La struttura dell'F.180 era realizzata in acciaio e legno mentre il rivestimento era in legno per la fusoliera e in tela per le ali.
La fusoliera, inizialmente di sezione rettangolare, nell'F.180T fu oggetto di una considerevole revisione della zona anteriore con un generale arrotondamento delle linee in seguito al quale il muso del velivolo divenne quasi ovale; la cabina per i due piloti, fatto eccezionale per l'epoca, era completamente chiusa ed ampiamente vetrata.

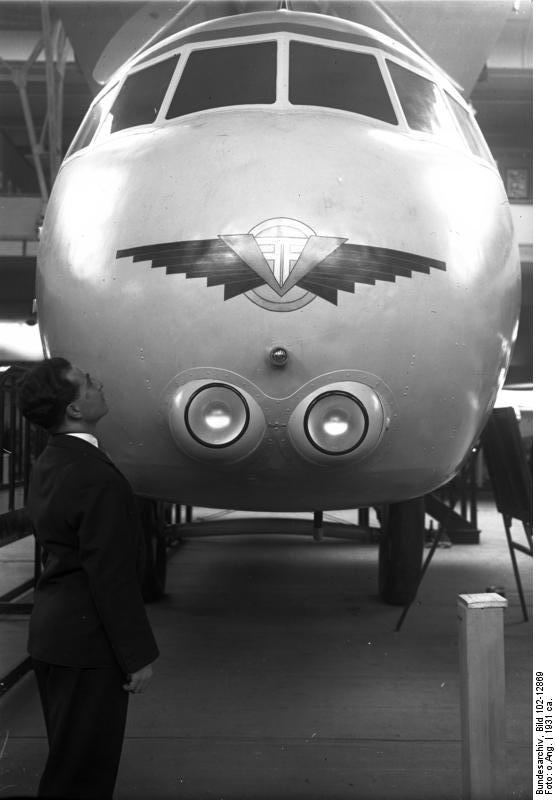
Vista frontale del Farman F.180T.

Il corpo centrale della fusoliera era dotato di ampie finestrature rettangolari che conferivano elevata luminosità al comparto destinato ai passeggeri. La sezione posteriore aveva disegno leggermente rastremato verso l'alto e terminava in un impennaggio monoplano dalle linee squadrate, con deriva triangolare allungata sulla parte superiore della fusoliera e timone a tutta lunghezza di forma rettangolare.
La configurazione alare era sesquiplana, a doppia campata per ciascuna semiala. I due piani alari, disposti senza alcuna scalatura longitudinale, erano tra loro collegati da due coppie di montanti posizionati a "II" per ognuna delle semiali; la struttura era irrigidita da cavetti d'acciaio disposti in diagonale a collegare tra loro i montanti. L'ala inferiore era collegata all'estremità inferiore della fusoliera mentre l'ala superiore era collegata al tetto mediante due strutture metalliche "a V rovesciata" che nel vertice superiore sostenevano i gruppi motopropulsore; le gambe della struttura anteriore contenevano al loro interno anche i radiatori dell'impianto di raffreddamento dei motori.
Il carrello d'atterraggio era fisso, di disegno semplice e collegato alla fusoliera mediante bracci metallici con le due ruote collegate tra loro da un assale rigido. L'impiego del velivolo dimostrò che la carreggiata era eccessivamente stretta, determinando la necessità di installare pattini di bilanciamento all'estremità delle ali.
Il primo aereo ad attraversare in volo l'Oceano Atlantico senza scali intermedi fu il Vickers Vimy appositamente modificato con il quale i britannici John Alcock e Arthur Whitten Brown compirono la trasvolata tra Saint John's (in Canada) e Clifden (in Irlanda) il 14 giugno 1919, aggiudicandosi così il premio di 10 000 sterline messo in palio dal Daily Mail.
Soltanto otto anni dopo, il 10 maggio 1927, sarebbe stato Charles Lindbergh con il suo Spirit of St. Louis il primo uomo a compiere l'impresa in "solitaria", aggiudicandosi questa volta i 25 000 dollari del Premio Orteig.
L'ultima avventura sportiva da realizzare rimaneva il primo volo senza scalo in direzione est - ovest che vide impegnati diversi costruttori ed aviatori tra il 1927 ed il 1930, tra cui Charles Nungesser e François Coli (con il loro Levasseur PL.8 battezzato L'Oiseau Blanc).
Proprio nel 1927, a Parigi, i piloti Maurice Drouhi, Joseph Le Brix, Maurice Noguès, Gabriel Hanin, Léon Givon e Charles-Pierre Corbu (fratello di Noël Corbu), tutti piloti collaudatori oppure piloti di linea, chiesero alla Société des avions Henri & Maurice Farman di approntare per loro un velivolo per tentare l'impresa: fu così che ebbe origine l’Oiseau Bleu.
Sarebbe stato comunque necessario attendere il 12 aprile del 1928 per vedere un aereo attraversare l'Atlantico senza scali in direzione ovest, quando Hermann Köhl, Ehrenfried Günther Freiherr von Hünefeld e James Fitzmaurice condussero il loro Junkers W 33, battezzato Bremen, dall'aeroporto di Baldonnel (a sud di Dublino, in Irlanda) a Greenly Island, sulle coste del Québec in Canada.

### Motore
Il Farman F.180 era equipaggiato con due motori Farman 12 We: si trattava di motori a dodici cilindri disposti a W su tre bancate e raffreddati a liquido, capaci di erogare ognuno la potenza di 500 cavalli vapore britannici (373 kW).
I due motori erano alloggiati al centro del piano alare superiore (sostenuti dalla citata doppia struttura metallica "a V rovesciata") e disposti in configurazione traente-spingente; inizialmente azionavano ciascuno un'elica quadripala in legno (costruita dalla Sociéte Pierre Levasseur Aéronautique), poi sostituita da una tripala metallica (anche in questo caso prodotta dalla Levasseur).

### Sistemi
La dotazione di bordo dell'F.180 comprendeva tutti gli strumenti all'epoca disponibili utili al volo strumentale quali una girobussola "Sperry", un inclinometro e un derivometro, in previsione del volo transatlantico privo di punti di riferimento visivi per i piloti.

### Passeggeri
Il Farman F.180T era un velivolo concepito per garantire il massimo comfort per i passeggeri e caratterizzato dalla possibilità di modularne la configurazione sulla base delle distanze da percorrere.
La configurazione diurna consentiva di accomodare fino ad un massimo di 24 passeggeri nella cabina spaziosa e luminosa garantendo al velivolo l'autonomia di 500 km; di contro, per coprire tratte di maggiore lunghezza, era possibile aumentare l'autonomia operativa fino a 1000 km riducendo a 12 il numero delle persone trasportate. In configurazione per i voli notturni l'aereo poteva essere equipaggiato con un numero variabile tra 12 e 17 sedili/cuccette, nei quali i passeggeri potevano dormire. All'interno della cabina era presente anche un bar.

## Impiego operativo
Il 2 settembre del 1927 i piloti Léon Givon e Charles-Pierre Corbu decollarono alle 6 e 35 dall'aeroporto di Parigi-Le Bourget per tentare la trasvolata dell'Oceano Atlantico in direzione di New York; il Farman F.180 aveva la sezione anteriore della fusoliera completamente colorata di blu (da cui il nome di Oiseau Bleu) su cui svettava la scritta "PARIS - NEW YORK" in caratteri bianchi.
Dopo due ore di volo Givon riportò la prua del velivolo in direzione di Parigi dove atterrò dopo aver svuotato 5000 L di carburante; le dichiarazioni rilasciate alla stampa parlarono di una fitta nebbia, non prevista dall'Office National Météorologique, ma con i costruttori dell'aereo fu dettagliato che il consumo di carburante era eccessivo e che si erano riscontrati problemi di stabilità in volo.
Nel 1928 la Farman prese la decisione di trasformare l'Oiseau Bleu in velivolo da trasporto; immatricolato F-AIMX, rimase in servizio con la Société générale des transports aériens fino al 1933 con la quale però accumulò solamente 87 ore di volo.
Il secondo esemplare, matricola F-AIRZ, fu esposto (senza ali e tronco posteriore della fusoliera) all'11º Salone aeronautico di Parigi nel luglio del 1928 e al Luftfahrt-Ausstellung di Berlino dell'ottobre successivo; risulta venduto ad un soggetto "straniero". Stando ad una foto dell'epoca questo esemplare fu dotato di superfici aerodinamiche addizionali nel muso, al fine di contrastare fenomeni di beccheggio, migliorandone la stabilità longitudinale.
L'ultimo dei tre F.180T realizzati, matricola F-AIVR ed anch'esso acquistato dalla SGTA, venne distrutto al suolo da una tempesta mentre si trovava a Toussus-le-Noble, il 19 dicembre 1929.

## Utilizzatori
Francia
- Société générale des transports aériens (Lignes Aériennes Farman)

### Pubblicazioni
- (EN) The Atlantic Flight - The French Effort, in Flight, Sutton, Surrey - UK, Reed Business Information Ltd., 15 settembre 1927,  p. 649. URL consultato il 21 gennaio 2017.
- (EN) The Paris Aero Show 1928 - The Farman Machines, in Flight, Sutton, Surrey - UK, Reed Business Information Ltd., 12 luglio 1928,  pp. 598-600. URL consultato il 19 gennaio 2017.
- (EN) The Berlin International Aero Show - Farman, in Flight, Sutton, Surrey - UK, Reed Business Information Ltd., 11 ottobre 1928,  pp. 863-868. URL consultato il 20 gennaio 2017.